# Grand Theft Auto IV: The Lost and Damned
Grand Theft Auto: The Lost and Damned este un joc video non-linear de acțiune-aventură dezvoltat de Rockstar North și publicat de Rockstar Games. Jocul a fost inițial lansat exclusiv pentru Xbox 360 pe 17 februarie 2009, dar mai târziu fost lansat și pentru PlayStation 3 și Microsoft Windows în 2010. Este al doisprezecelea titlu din seria Grand Theft Auto, și al doilea din era 4 a acesteia, fiind precedat de Grand Theft Auto IV și succedat de Grand Theft Auto: Chinatown Wars.
Jocul este primul dintre cele două expansiuni ale lui Grand Theft Auto IV, a doua fiind Grand Theft Auto: The Ballad of Gay Tony. Ambele expansiuni au fost lansate mai târziu ca un singur joc intitulat Grand Theft Auto: Episodes of Liberty City, care nu necesită jocul inițial pentru a putea fi jucat. Acțiunea se desfășoară în aceeași versiune a lui Liberty City din GTA IV, un oraș fictiv inspirat de New York City, în anul 2008 și chiar concomitent cu povestea jocului original, dar din perspectiva altui protagonist, ci anume Johnny Klebitz, vice-președintele clubului de motociliciști The Lost din Alderney, care, împreună cu alți câțiva membri ai clubului, a apărut și în câteva misiuni din GTA IV. Povestea jocului se concentrează pe încercarea lui Johnny de a menține banda unită, în timp ce are de-a face cu conflicte cu membrii propriei bande, războaie între bande, rețele de trafic de droguri și numeroși inamici. Jocul prezintă, de asemenea, mai multe evenimente din GTA IV din perspectiva lui Johnny, în special bine cunoscuta poveste a diamantelor, care este prezentă ulterior și în The Ballad of Gay Tony.

## Gameplay
Grand Theft Auto: The Lost and Damned este un joc de acțiune-aventură, situat într-un open-world și jucat din perspectivă third person. Gameplay-ul este aproape identic cu cel din Grand Theft Auto IV și are loc în același oraș, Liberty City. Jocul are mai puțin de o treime din numărul de misiuni din jocul inițial, așa cum sa afirmat într-un interviu între IGN și președintele Rockstar North, astfel încât timpul necesar terminării jocului este de aproximativ 10-15 ore, în funcție de cât de mult jucătorul se concentrează pe povestea principală. Jocul include adăugări noi, majoritatea legate de faptul că Johnny, spre deosebire de Niko, este membru al unei bande și de rangul lui în această bandă, dar există și modificări minore, fără nicio legătură cu acest lucru.
Cea mai proeminentă dintre aceste adăugiri este existența checkpoint-urilor în misiunii, care permit jucătorului să reia misiunea din punctul unde au rămas în loc de a lua întreaga misiune de la capăt - un aspect adesea criticat în seria Grand Theft Auto. Checkpoint-urile sunt activate prin simpla reluare a misiunii după eșuarea acesteia - întoarcerea la punctul de început al misiunii va rezulta în luarea acesteia de la zero. Alături de sistemul de Checkpoint, The Lost and Damned include arme și vehicule noi, inclusiv motocicleta unicat a lui Johnny (Johnny însuși conduce mai bine o motocicletă decât orice alt vehicul din joc); capacitatea de a solicita ajutor de la membri The Lost MC;  personaje aleatorii noi, dar puține; activități de timp liber noi și misiuni secundare unice, printre care Războiul între Bande și Cursele de Motociclete. O altă modificare față de Grand Theft Auto IV, este faptul că Johnny poate merge oriunde în Liberty City încă de la începutul unui jocului, dar în schimb nu-și poate schimba hainele sau intra în magazine de îmbrăcăminte. Clubul de comedie al orașului, Split Sides, dispune de un nou comediant care face rutine acolo, în timp ce magazinele de arme din oraș nu vând armele nou adăugate în joc, acestea putând fi obținute doar de la membrii The Lost MC responsabili pentru arme.
Două dintre noile misiuni secundare adăugate în The Lost and Damned - Războiul între Bande și Cursele pe Motociclete - necesită ca Johnny să fie pe o motocicletă pentru a putea fi începute. În Războaiele între Bande, Johnny și alți câțiva membri The Lost MC se luptă împotriva unor bande rivale în mai multe feluri - omorându-i în una dintre bazele lor, atacându-i în timp ce călăresc pe stradă, sau distrugând un vehicul pe care îl escortează - câștigând bani din fiecare luptă completată și deblocând o armă nouă în clubhouse-ul The Lost (și un adăpost achiziționat mai târziu în timpul poveștii) la fiecare 10 lupte finalizate. Cu cât fiecare război între bande devine mai dur, cu atât Johnny continuă să se angajeze în ele. Între timp, Cursele cu Motociclete sunt asemănătoare cu Cursele Stradale din Grand Theft Auto IV, singura diferență fiind că Johnny și ceilalți concurenți sunt echipați cu o bâtă de baseball pentru a ataca concurenții rivali, putând să-i dărâme de pe motocicletele lor, dar în cele din urmă își vor reveni și vor continua. Alte misiuni secundare includ furtul de motociclete pentru Angus, un membru al The Lost MC, și treburi murdare pentru politicianul Thomas Stubbs. Între timp, noile activități de timp liber care nu erau prezente în Grand Theft Auto IV  includ Skandenberg, jocuri de cărți Hi-Lo și Hockey Aerian (găsit la Aleile de Bowling). Noile arme prezente în joc includ swan-off shotgun, shotgun de asalt, bățul pentru biliard, lansatorul de grenăzi și bombe țeavă.
Din cauza rangului lui Johnny în banda The Lost, în câteva misiuni și Războaie între Bande el este asistat de un grup mic de motocicliști The Lost care, dacă supraviețuiesc, câștiga experiență, devenind astfel mai pricepuți și rezistenți și îi vor mai de ajutor lui Johnny în misiunile / Războaiele între Bande viitoare. Dacă, în orice moment, un motociclist este ucis într-o misiune sau război, ei vor fi înlocuiți de un altul în cele viitoare. Johnny poate primi sprijin suplimentar din partea a doi membri din The Lost - Terry și Clay; ambii pot fi sunați pentru a face activități de timp liber împreună și, spre deosebire de Grand Theft Auto IV, abilitățile lor speciale sunt deblocate încă de la începutul jocului. Abilitatea specială a lui Terry este o dubiță cu arme la preț redus în apropiere, în timp ce cea a lui Clay este o motocicletă nouă la alegere. Puțin mai târziu în joc, Johnny poate să-i cheme pe amândoi să-l ajute în timpul unei misiuni și, dacă ies victorioși, atunci vor câștiga experiență care le crește nivelul de viață, abilitățile și le acordă arme mai bune.
În timp ce single-playerul are parte de noi adăugări, multiplayer-ul primește noi moduri de joc, cu legătură cu The Lost MC, unele dintre ele îmbunătățindu-le pe cele din Grand Theft Auto IV:
- Protecția Martorilor - una dintre echipe este banda The Lost și trebuie să distrugă un autobuz plin de martori, în timp ce cealaltă echipă este NOOSE și trebuie să protejeze autobuzul până la una dintre stațiile de poliție din Liberty City.
- Curse - jucătorii se întrec într-o cursă pe motociclete și sunt echipați cu o bâtă cu care pot să dărâme ceilalți jucători de pe motocicletele lor, asemănător cu jocul Road Rush.
- Motociclistul Lup Singuratic - similar cu modul Fiecare pentru el, un jucător este Lupul Singuratic și toți ceilalți trebuie să-l urmărească și omorî, pentru a deveni ei Lupul Singuratic. La sfârșitul jocului câștigă cine a fost Lupul Singuratic cel mai mult.
- Deține Orașul - încearcă să preiei controlul asupra orașului zonă cu zonă, asemănător cu războiul între bande din Grand Theft Auto: San Andreas.
- Afaceri pentru Club - asemănător cu modul Mafia din GTA IV, dar cu un total de 8 jucători conducând împreună ca o bandă. Jucătorul primește apeluri de la Angus care le spune să facă diverse treburi pentru The Lost MC.
- Elicopter vs Motocicletă - un jucător călărește o motocicletă și încearcă să treacă prin cât mai multe checkpoint-uri, în timp ce un altul pilotează un elicopter și încearcă să-l oprească.

## Prezentare

### Plasare
The Lost and Damned are loc în Liberty City, același oraș folosit în Grand Theft Auto IV, deși de această dată jucătorii pot explora orașul în întregime după prima misiune a jocului. Povestea DLC-ului se petrece concomitent cu cea a lui GTA IV și The Ballad of Gay Tony, misiunile intersecându-se de câteva ori cu cele din jocurile respective, unele prezentând evenimente deja prezente în jocul original, din perspectiva lui Johnny.

### Personaje
Fiind o expansiune pentru GTA IV, jocul include atât personaje noi cât și unele din jocul original. Protagonistul jocului, Johnny Klebitz, împreună cu alți membri ai clubului The Lost MC, au făcut câteva apariții minore în jocul original, dar arătau diferit. Printre personajele care se întorc se numără Ray Boccino, un capo în Familia Mafiotă Pegorino, Elizabeta Torres, o traficantă de droguri, Playboy X, un dealer de droguri și șeful traficului de cocaină din Nordul Alongquin-ului, și protagonistul Niko Bellic. Toate bandele prezente în jocul original se întorc, de asemenea, deși doar foarte puține joacă un rol în poveste.
Câteva dintre personajele prezente în joc, inclusiv Johnny, vor apărea mai târziu în The Ballad of Gay Tony și Grand Theft Auto V.

### Povestea
În 2008, clubul de motocicliști The Lost din Alderney, Liberty City își întâmpină președintele, Billy Grey, recent eliberat dintr-un centru de dezintoxicare, unde a fost trimis după ce a fost arestat pentru posesie de droguri. Deși vice-președintele Jonathan "Johnny" Klebitz se bucură să se întoarcă în afaceri, Billy începe să-l enerveze după ce încalcă armistițiul pe care el l-a făcut cu rivalii lor, Îngerii Morții. După ce un membru de-al lor, Jason Michaels, este omorât în Broker, Billy îi acuză pe Îngeri în ciuda lipsei de dovezi și le ordonă celor de la The Lost să se răzbune distrugând unul dintre cluburile lor. Totuși, Johnny începe să se îndoiască de natura atacului și intențiile lui Billy după ce îi surprinde pe acesta și pe secretarul clubului, Brian Jeremy, furând niște heroină din clubul Îngerilor înainte de a arde. La scurt timp, Billy îi cere lui Johnny să se întâlnească cu Elizabeta "Liz" Torres, o traficantă de droguri care le-a găsit un cumpărător pentru heroina furată. Deși este acompaniat de Niko Bellic și un alt dealer de droguri, Playboy X, schimbul se dovedește a fi o ambuscadă a poliției.
Ulterior, Billy îl pune pe Johnny să-l ajute pe politicianul corupt Thomas Stubbs III cu campania sa de re-elecție. Impresionat de ajutorul lui Johnny, Stubbs promite să-i întoarcă favoarea în viitor. În cele din urmă, Jim Fitzgerald, trezorierul clubului și prietenul cel mai bun al lui Johhny, sosește cu vești că heroina furată aparține de fapt Triadelor și îi sfătuiește pe Johnny și Billy să o returneze. Billy este de acord, dar schimbul cu Triadele merge prost, trecându-se rapid la foc de armă. În timp ce Johnny și Jim reușesc să scape, deși pierd drogurile în haosul rezultat, Billy este arestat de poliție. Drept urmare, Johnny devine președintele clublui și încearcă să-l mențină unit, dar întâmpină probleme din partea lui Brian, încă loial lui Billy, care îl consideră vinovat pentru arestarea acestuia. În timp ce are de-a face cu un război civil început de Brian, Johnny încearcă să obțină bani pentru club, lucrând pentru Elizabeta, unde se împrietenește cu Malc și DeSean, membri ai bandei Uptown Riders. Totodată, el trebuie să o ajute pe fosta lui prietenă, Ashley, cu probleme cauzate de dependența ei de droguri, rezolvându-i datoriile după ce îl răpește pe Roman Bellic, vărul lui Niko, pentru mafiotul rus Dimitri Rascalov.
În cele din urmă, Ray Boccino, un capo în Familia Mafiotă Pegorino și asociat al clublui The Lost, dezvăluie locația lui Brian în schimbul ajutorului lui Johnny cu o favoare în viitorul apropiat. Folosind această informație, Johnny îl confruntă pe Brian și se ocupă de el, punând capăt războiului. La scurt timp, Boccino îl contactează pe Johnny pentru a-i întoarce favoarea și îi angajează pe cei de la The Lost să fure niște diamante care urmează să fie cumpărate de Tony Prince, un antreprenor de cluburi de noapte. Johnny reușește să-l omoare pe iubitul lui Tony, Evan Moss, și să fure diamantele de la el, ascunzându-le în niște saci de gunoi, de unde urmează să fie recuperate de oamenii lui Boccino. Ulterior, Johnny colaborează cu Niko să încerce să vândă diamantele Mafiei Evreiești, dar sunt ambuscați de Luis Lopez, garda lui Tony, care le recuperează. În haosul rezultat, Johnny scapă cu banii, numai pentru ca Boccino să creadă că l-a trădat și să-i răpească pe el și Jim. Deși cei doi reușesc să scape și Johnny omoară câțiva asasini trimiși de Boccino, el află apoi de la Ashley că Jim a fost ucis l-a scurt timp după ce s-au despărțit.
Cu banda slăbită semnificativ, Johnny primește o vizită surpriză de la Stubbs, care are vești importante. Deși Boccino se află sub supravegherea autorităților și nu mai este o problemă, Billy intenționează să depună mărturie împotriva clublui pentru a intra în Programul de Protecție a Martorilor. Johnny și ultimii membri The Lost rămași în viață atacă Facilitatea de Corecție a Statului Alderney, unde Johnny îl execută pe Billy pentru trădarea sa. The Lost se întorc apoi la clubul lor, numai pentru a-l găsi vandalizat de oamenii lui Boccino. Ei decid să ardă ce a mai rămas din club și să-și găsească ocupații noi. Mai târziu, Johnny își taie conexiunile cu Ashley și Stubbs, în timp ce intenționează să le ofere suport financiar văduvei și copilului lui Jim.

## Personaje

### Personaje principale
- Johnny Klebitz - este protagonistul jocului. Johnny este vice-președintele bandei The Lost MC și și-a asumat rolul de președinte în timpul încarcerării lui Billy Grey. După ce Billy este eliberat, acesta devine din nou președinte și începe să se ia de Johnny ca și înainte, care este retrogradat la vice-președinte. Johnny încearcă să-și conducă banda cu calm și rațiune și în același timp este presat să devină el însuși o persoană mai rațională în afara bandei (precum fratele său sau Thomas Stubbs), ceea ce reușește să facă în cele din urmă la finalul jocului când decide că e timpul să renunțe la bandă și arde clubhouse-ul. El nu îi respectă pe membrii bandei care nu gândesc rațional și își doresc doar război (precum Billy sau Brian), dar în schimb ține mult la cei care îi sunt apropiați, considerându-i "frații săi" (precum Jim, Angus, Clay și Terry). Johnny mai apare puțin și în GTA IV și GTA: The Ballad of Gay Tony, precum și în GTA V mai târziu, unde este omorât de Trevor Philips.
- Jim Fitzgerald - este trezorierul The Lost MC și prietenul cel mai bun al lui Johnny. El îi este alături lui Johnny la nevoie, ajutându-l să fure niște motociclete de la rivalii lor, banda Îngerii Morții și mai târziu să ducă heroina înapoi Triadelor, deși s-a dovedit a fi o capcană. La fel ca și Johnny, Jim încearcă să evite un război cu Îngerii Morții și nu-i place de Billy și Brian. Dacă Johnny îl sună, atunci Jim poate ieși împreună cu acesta, Clay și Terry să facă activități de timp liber împreună, sau îi poate lăsa o armă la etajul al doilea al clubhouse-ului. Jim îl ajută mai târziu pe Johnny să-l trădeze pe Ray Boccino și să fure banii în timpul schimbului de diamante, dar acest lucru îl înfurie pe Ray, care îl trimite pe Niko să-l omoare pe Jim drept răzbunare. Jim are o soție și un copil, cărora Johnny le trimite banii la finalul jocului pentru a-i ajuta să treacă peste moartea lui Jim, căruia îi datorează atât de multe. Jim apare și într-o singură misiune din GTA IV, unde este omorât de Niko.
- Billy Grey - este antagonistul principal al jocului. Billy a fost președintele The Lost MC, până la încarcerarea lui, în urma căreia Johnny a devenit noul președinte. După ce este eliberat, Billy devine din nou președinte și începe un război cu rivalii lor, Îngerii Morții, în ciuda armistițiului pe care l-a făcut Johnny cât a fost președinte. După ce Billy conduce un atac asupra clubhouse-ului Îngerilor Morții și fură niște heroină, Johnny și Jim încep să nu fie de acord cu modul lui de conducere, astfel că organizează un schimb pentru a returna heroina Triadelor. Totuși, întregul schimb este de fapt o ambuscadă iar Billy este arestat în timpul luptei. În închisoare, Billy plănuiește o operațiune majoră de trafic de droguri și să-i facă pe Johnny și Angus să fie arestați pentru crimele sale, în timp ce el va intra sub protecția martorilor. Johnny și alți câțiva membri supraviețuitori ai The Lost intră cu forța în închisoare iar Johnny îl execută pe Billy cu un pistol, dejucându-i astfel planul. Billy mai apare puțin și în GTA: The Ballad of Gay Tony.
- Ashley Butler - a fost iubita lui Johnny, dar acesta s-a despărțit de ea după ce a dormit cu Billy Grey și a devenit dependentă de droguri. După ce Johnny o salvează de niște dealeri de droguri pe care nu i-a putut plăti, Ashley se asociază cu Ray Boccino, care se folosește de acest lucru pentru a-i convinge pe Johnny și ceilalți membri The Lost să lucreze pentru el. Ashley devine ceva timp mai târziu datornică față de niște gangsteri Ruși care îi cer lui Johnny să-l răpească pe Roman Bellic în schimbul datoriilor ei. După terminare poveștii, Johnny își taie orice conexiune cu ea. Ashley mai apare puțin și în GTA IV, precum și în GTA V mai târziu, unde ajunge să moară din cauza dependenței ei de droguri.
- Ray Boccino - este un gangster italian și capo în Familia Mafiotă Pegorino. El este un asociat al The Lost MC, cunoscându-l pe Johnny în timp ce îi vinde niște lansatoare de grenade lui Billy. Ray îl informează mai târziu pe Johnny despre ascunzătoarea lui Brian Jeremy, care a pornit o revoluție după arestarea lui Billy, astfel că, drept răsplată, Johnny începe să lucreze pentru el. Mai întâi, Johnny și cei de la The Lost fură niște diamante în valoare de 2 milioane de dolari de la Tony Prince în timpul unui schimb la docuri și le ascund temporar în niște saci de gunoi, urmând să fie recuperate. Apoi, Ray îl pune pe Johnny să lucreze alături de Niko Bellic pentru a vinde diamantele unui dealer evreu numit Isaac Roth, dar schimbul este ambuscat de Luis Lopez care fură diamantele, în timp ce Johnny îl trădează pe Ray și fuge cu banii. Drept răzbunare, Ray îl capturează pe Jim și, deși Johnny reușește să-l salveze, Ray îl trimite apoi pe Niko să-l omoare. Johnny plănuiește să se răzbune pe Ray, dar este vizitat de Thomas Stubbs care îl sfătuiește să n-o facă, deoarece Ray și întreaga Familie Pegorino sunt sub supravegherea FIB. Ray joacă un rol important și în GTA IV, unde este mai târziu omorât de către Niko la ordinele lui Jimmy Pegorino, liderul Familiei Pegorino, care a ajuns să suspecteze că Ray este un trădător.

### Personaje secundare
- Clay Simons - este căpitanul de drum al The Lost MC și un prieten apropiat al lui Johnny. Acesta îl poate suna oricând ca să iasă împreună, să-l ajute în timpul unei lupte sau să-i aducă o motocicletă, dacă are nevoie de una. El, Johnny, Terry și Angus sunt singuri membri ai The Lost rămași în viață la finalul jocului. Clay mai apare mai târziu și în GTA V, unde este omorât de Trevor Philips.
- Terry Thorpe - este sergentul responsabil pentru arme al The Lost MC și un prieten apropiat al lui Johnny. Acesta îl poate suna oricând ca să iasă împreună, să-l ajute în timpul unei lupte sau să-i aducă arme la preț redus, dacă are nevoie.  El, Johnny, Clay și Angus sunt singuri membri ai The Lost rămași în viață la finalul jocului. Terry mai apare mai târziu și în GTA V, unde este omorât de Trevor Philips.
- Brian Jeremy - este secretarul The Lost MC, foarte loial lui Billy Grey. După ce acesta este arestat în urma schimbului eșuat de heroină cu Triadele, Brian îl învinovățește pe Johnny și începe o revoluție împotriva lui, alături de numeroși alți membri The Lost loiali lui Billy. După ce Johnny află de locația ascunzătorii lui de la Ray Boccino, el conduce un atac împreună cu cei încă loiali lui și omoară toți trădătorii, până ce ajunge în cele din urm la Brian. Johnny poate atunci să-l omoare sau să-l cruțe pe Brian, care promite să fugă din oraș și să nu se mai întoarcă niciodată. Dacă Brian este cruțat, atunci el fuge, dar Johnny îl întâlnește din nou mai târziu, pe stradă. Brian încearcă din nou să-l ucidă pe Johnny și îl conduce într-o ambuscadă, dar Johnny îi omoară pe toți, inclusiv pe Brian.

- Angus Martin - este un membru al The Lost MC și prieten apropiat al lui Johnny. El a fost paralizat într-un accident cauzat de Billy Grey și, în timpul jocului, devine partenerul lui Jim în furtul de motociclete. Johnny îl poate suna ocazional pentru a primi informații despre motociclete pe care vrea să le fure pentru cumpărătorul lui Jim. Angus, Johnny, Terry și Clay sunt singuri membri ai The Lost rămași în viață la finalul jocului.
- Elizabeta "Liz" Torres - este o cunoscută traficantă de droguri din Bohan. Johnny lucrează pentru ea pentru a face rost de bani pentru The Lost MC, ea găsindu-i inițial un posibil cumpărător pentru heroina luată de la Îngerii Morții și trimițându-i pe Niko Bellic și pe Playboy X să-l ajute în timpul schimbului, deși totul se dovedește a fi o ambuscadă din partea LCPD-ului. Johnny continuă mai târziu să lucreze pentru Liz, pentru a mai face rost de bani pentru The Lost, și este pus să fure o dubiță plină cu cocaină (care este mai târziu furată de Îngerii Morții, recuperată de Niko, și confiscată apoi de Afacerile Interne, în GTA IV), să o aducă pe prietena ei, Marta, care are la ea o cantitate mare de cocaină, în siguranță de la aeroport la apartamentul ei, iar apoi să vândă cocaina respectivă când Liz începe să fie investigată de poliție. Liz este, de asemenea, o veche prietenă de-a lui Malc și DeSean, astfel că Johnny lucrează alături de aceștia în majoritatea misiunilor pentru Liz. După ce începe să fie investigată, Liz încetează să-i mai dea de lucru lui Johnny, cerându-i să stea departe de ea și cei doi ajung să taie orice conexiune. Liz mai apare și în GTA IV, unde este dezvăluit că în cele din urmă a fost arestată și condamnată la 300 de ani de închisoare.
- Thomas Stubbs III - este un parlamentar corupt care lucrează în Liberty City. El îl angajează pe Johnny să-i omoare unchiul și să elibereze câțiva suporteri de-ai lui dintr-un autobuz de închisoare, iar apoi și pentru câteva dintre "treburile sale murdare" mai mici, precum să ajute un CEO să scape de FIB, să facă poze șantajatoare ale unui politician rival și să planteze un dispozitiv de ascultat în mașina vice-primarului Bryce Dawkins (care este dăruită mai târziu lui Bernie Crane, și apoi lui Niko Bellic, după cum este văzut și în GTA IV). La finalul jocului, Stubbs îl răsplătește pe Johnny pentru munca lui prin a veni la clubhouse și anunțându-l că Billy Grey plănuiește în închisoare o operațiune majoră de trafic de droguri și să-i facă pe Johnny și Angus să fie arestați pentru crimele lui, în timp ce el va intra sub protecția martorilor. După ce îl omoară pe Billy, Johnny îl sună pe Stubbs pentru a-l informa de acest lucru și refuză oferta lui de a deveni asasinul lui personal, urându-i noroc cu afacerile lui murdare, înainte de-ași lua un rămas bun prietenos și a tăia orice conexiune cu el.
- Malc - este un membru din banda de motocicliști Uptown Riders, care operează în zona de Nord a Algonquin-ului și în Hove Beach. El face cunoștință cu Johnny prin intermediul lui Jim, ajutându-l să distrugă niște dubițe ale Îngerilor Morții, iar apoi începe să lucreze pentru Elizabeta Torres alături de Johnny. Împreună ei jefuiesc o dubiță cu heroină și apoi încearcă să vândă parte din ea, dar cumpărătorii îi trădează și sunt nevoiți să scape de niște ofițeri LCPD care îi urmăresc. Malc se împrietenește rapid cu Johnny și îl ajută mai târziu pe să-l răpească pe Roman Bellic pentru niște gangsteri Ruși, lăsându-l la un depozit abandonat în Bohan. Johnny îl întâlnește pe Malc din nou pe stradă, de două ori, prima dată Malc cerându-i ajutorul în a-l găsi pe DeSean, care a fost atacat de niște motocicliști rivali în timpul unei curse, iar a două oară provocându-l la o cursă pe motociclete, Johnny reușind să câștige. Malc apare mai târziu și în GTA Online, modul multiplayer online al lui GTA V.

### Personaje minore
- Jason Michaels - este un membru din The Lost MC. El se întâlnește cu Anna Faustin, fiica gangsterului rus Mikhail Faustin. Acesta nu este de acord cu relația lor și îl angajează pe Niko Bellic să-l omoare pe Jason. Imediat după moartea acestuia, Billy îi învinuiește pe Îngerii Morții și conduce un atac asupra clubhouse-ului lor drept răzbunare, dar de fapt doar s-a folosit de acest lucru pentru a le fura heroina. Jason mai apare și într-o singură misiune în GTA IV, unde este omorât de Niko.
- Dave Grossman - este un avocat corupt care lucrează la Goldberg, Ligner și Shyster și, în timpul liber, este un cumpărător al The Lost MC. El este văzut prima dată într-o misiune fumând niște droguri primite de la Billy Grey, iar mai târziu, după arestarea acestuia, Johnny îl întâlnește din nou pe stradă. Dave îl roagă pe Johnny să convingă avocatul secretarului său să abandoneze cazul, el fiind acuzat de hărțuire sexuală și temându-se ce-i va face soția dacă ar afla. Johnny găsește avocatul și după ce îl urmărește și amenință, îl convinge să abandoneze cazul. Dave îi mulțumește lui Johnny și îi dă 500$ pentru ajutorul său, după care nu mai este văzut niciodată în joc.
- DeSean - este un membru al bandei Uptown Riders și partenerul și prietenul lui Malc. El lucrează alături de acesta și de Johnny pentru Elizabeta Torres și este mai târziu salvat de cei doi după ce a fost atacat de niște motocicliști rivali în timpul unei curse.

- Niko Bellic - este protagonistul din Grand Theft Auto IV. În joc, el lucrează alături de Johnny în două ocazii: odată în schimbul de heroină pentru Elizabeta Torres care s-a dovedit a fi o ambuscadă din partea LCPD, și a doua oară în schimbul de diamante pentru Ray Boccino, unde Johnny l-a trădat pe Ray și a fugit cu banii. Niko este cel care l-a omorât pe Jason Michaels și apoi și pe Jim, la ordinele lui Mikhail Faustin și Ray respectiv. Niko mai apare puțin și în GTA: The Ballad of Gay Tony și este menționat de câteva ori în GTA V.
- Trey Stewart / Playboy X - este șeful traficului de cocaină în Nordul Algonquin-ului și un asociat de-al lui Elizabeta Torres. În joc el apare doar într-o misiune, unde îi însoțește pe Niko și Johnny în timpul schimbului de heroină pentru Elizabeta Torres, care s-a dovedit a fi o ambuscadă din partea LCPD. Playboy X joacă un rol mult mai important în GTA IV.
- "Gay" Tony Prince - este un antreprenor a mai multor cluburi de noapte din Liberty City, deținând cluburile Mansionette 9 și Hercules. În joc el pare doar într-o misiune, unde cumpără diamantele de la bucătarul de pe nava Platypus, înainte de a fi furate de la Johnny și cei de la The Lost MC pentru Ray Boccino. Tony joacă un rol mult mai important în GTA: The Ballad of Gay Tony și mai apare puțin și în GTA IV, precum și în GTA Online mai târziu, modul multiplayer online al lui GTA V.
- Luis Fernando Lopez  - este garda de corp și asociat în afaceri al lui Tony Prince. El este prezent când Tony cumpără diamantele și mai târziu el este cel care ambuschează schimbul de diamante de la muzeu și le fură. Luis este protagonistul jocului GTA: The Ballad of Gay Tony și mai apare puțin și în GTA IV.
- Evan Moss - este iubitul lui Tony Prince. El este prezent când Tony cumpără diamantele și este imediat urmărit și ucis de Johnny pentru a le lua de la el. Evan mai apare și în GTA: The Ballad of Gay Tony.
- Roman Bellic - este vărul lui Niko și proprietarul unei firme de taxi. În joc el apare doar într-o misiune, unde este răpit de către Johnny și Malc pentru niște gangsteri Ruși și dus la un depozit abandonat. Roman joacă un rol mult mai important în GTA IV și mai apare puțin și în GTA: The Ballad of Gay Tony, și este menționat în GTA V.
- Ed McCornish și Jimmy Matthews - sunt doi ofițeri LCPD corupți care le fură motocicletele lui Johnny și Jim luate de la Îngerii Morții. Ei sunt apoi omorâți într-o ambuscadă din partea lui Johnny, Jim și alți câțiva membrii The Lost MC.
- Isaac Roth - este un dealer de diamante și membru al Mafiei Evreiești. El este cel căruia Ray Boccino a vrut să-i vândă diamantele, dar tot schimbul a ieșit un fiasco. Isaac îl învinuiește mai târziu pe Ray pentru ambuscadă, astfel că Ray îl trimite pe Niko să-l omoare pe Isaac și pe oamenii săi în cadrul unei misiuni din GTA IV. Isaac mai apare puțin și în GTA: The Ballad of Gay Tony.
- Bucătarul - a fost bucătarul pe nava Platypus. În secret, el a furat niște diamante de la Ray Bulgarin pe care le-a importat în Liberty City, unde a încercat să le vândă lui Tony Prince. Totuși, întregul schimb a fost întrerupt de către Johhny și cei de la The Lost care au furat diamantele pentru Ray Boccino. Bucătarul mai apare puțin și în GTA IV și GTA: The Ballad of Gay Tony, unde este omorât de Bulgarin.

## Coloana Sonoră
Pe lângă coloana sonoră originală Grand Theft Auto IV, au fost adăugate mai multe piese noi la posturile de radio din expansiune. LCHC - Liberty City Hardcore și Radio Liberty Rock au avut parte de cea mai mare adăugare de piese noi, pentru a se potrivi cu tema motocicliștilor pe care este bazată expansiunea. LCHC a adăugat de asemenea un nou spectacol radio dedicat metalului extrem, găzduit de Max Cavalera (ex-Sepultura, Soulfly și Cavalera Conspiracy).
Piesele suplimentare au fost adăugate la rotirea The Beat 102.7 (cu DJ Statik Selektah & Funkmaster Flex) și Radio Broker, precum și un nou spectacol radio pe stația de conversație WKTT; Show-ul Serios Martin (o parodie a programelor de radio în stilul șocului de șoc, în special a show-ului Howard Stern).

## Dezvoltare
Expansiunea a fost anunțată pentru prima oară în timpul conferinței de presă Microsoft E3 din 2006, din 9 mai 2006. Peter Moore, apoi șeful Diviziei Interactive Entertainment Business din Microsoft, a descris DLC-urile ca "pachete episodice epice" și nu doar mașini sau personaje noi. Un comunicat de presă în cadrul conferinței a spus că pachetele de expansiune, atât The Lost and Damned, cât și The Ballad of Gay Tony ar adăuga "ore întregi de gameplay nou" , cu Jeronimo Barrera, vicepreședinte pentru dezvoltarea produselor pentru Rockstar Games, explicând că episoadele erau experimente, deoarece nu erau încă siguri că sunt suficienți utilizatori cu acces la conținutul online de pe Xbox 360. Take-Two Interactive, Chief Financial Officer, Lainie Goldstein, au arătat că Microsoft plătește un total de 50 de milioane de dolari pentru primele două episoade.
Pe 20 februarie 2008, inițial a fost anunțat că DLC-ul va fi introdus începând cu august 2008. Dan Houser, vicepreședinte al dezvoltării creative la Rockstar Games, a susținut că prin acest episod ei doresc să arate "o altă parte a Liberty City". Ca parte a rapoartelor financiare din al doilea trimestru, Take-Two a anunțat că DLC-ul a fost întârziat și va fi lansat în primul trimestru al exercițiului financiar 2009 (noiembrie 2008 - ianuarie 2009). Pe 13 noiembrie 2008, președintele executiv al Take-Two, Strauss Zelnick, a avertizat că, în timp ce urmăreau să lanseze primul pachet de episoade până în ianuarie 2009, data ar fi trebuit să se schimbe până la cel de-al doilea trimestru al anului 2009 (februarie - aprilie) în funcție de data finalizării. La o săptămână după avertismentul lui Zelnick s-a anunțat în cele din urmă că data lansării va fi pe 17 februarie.

## Recepție
Grand Theft Auto IV: The Lost and Damned a primit recenzii "în general favorabile" de la critici, potrivit agregatorului de recenzii Metacritic.
Criticii au făcut referire la îmbunătățirea mecanicii de condus motociclete în comparație cu jocurile anterioare, povestea dramatică, acționarea vocală calitativă, componenta multiplayer captivantă și mult conținut nou care adaugă multe ore de joc. Plângerile cu referire la joc au inclus probleme de auto-țintire și membrii AI ai bandei slabi, care au reprezentat o problemă notabilă în jocul original.

### Controverse
În scena de început a misiunii "Politics", personajul Thomas Stubbs este văzut complet dezbrăcat în fața camerei. Grupul de consiliere parentală Common Sense Media a emis un avertisment public cu privire la expansiune, datorită acestei scene de nuditate totală în față a unui bărbat. Ei au susținut că jocul a fost "chiar mai controversat decât predecesorii săi", deoarece a inclus "nuditatea masculină frontală".